# Kepler-56
Désignations
Kepler-56 est une étoile située à environ 937 pc (∼3 060 al) de la Terre. Un peu plus massive que le Soleil, elle dispose de deux planètes confirmées découvertes en 2012, l'une légèrement plus petite que Neptune, et l'autre légèrement plus petite que Saturne.

## Système planétaire
En 2012, un système planétaire a été découvert autour de Kepler-56 via la méthode des transits. Les planètes ont été par la suite confirmées par le biais de la méthode de variation du moment de transit (TTV).
L'étude astéroséismologique a révélé que les orbites de Kepler-56 b et Kepler-56 c sont inclinées à environ 45° par rapport au plan équatorial de l'étoile hôte. Des mesures de vitesse radiale ont révélé la présence d'une perturbation gravitationnelle mais actuellement il n'est pas clair s'il s'agit de la proximité d'une étoile ou d'une autre planète.
Kepler-56 b et Kepler-56 c seront dévorées par leur étoile mère dans respectivement 130 et 155 millions d'années,.
En 2013, une troisième planète, Kepler-56 d, est découverte. Confirmée en 2016, elle est au moins 5,6 fois plus massive que Jupiter. Elle orbite autour de son étoile avec une période de 1 002 jours, à une distance moyenne d'environ 2 ua.